# Бокоч Василь Андрійович
Василь Андрійович Бокоч (нар. 1 березня 1945, с. Вільхівці Тячівського району Закарпатської області) — український співак (баритон), народний артист України (2008).Помер 26 квітня 2024 року в м. Київ, Україна

## З життєпису
Закінчив Київську консерваторію (клас Д. Євтушенко, 1973). Від 1978 — соліст Українського радіо і ТБ.
Перший виконавець багатьох творів сучасних українських композиторів, підготував монографічні програми з вокальних творів М. Лисенка, Я. Степового, В. Косенка, Л. Ревуцького, Б. Лятошинського, Ф. Ліста, Й. Брамса, Ф. Пуленка, П. Чайковського, С. Танєєва, С. Рахманінова та ін. Записав у фонди Українського радіо понад 400 творів, видав 2 аудіокасети українських народних пісень і романсів (у Канаді).
Лауреат Республіканського конкурсу вокалістів (Київ, 1972). Про Василя Бокоча знято 3 телефільми: «По пісні до батька», «Романси Ю. Мейтуса», «Співає В. Бокоч». Виступав з гастролями у країнах Європи та Америки.
Викладав в університеті ім. Грінченка, Київському університеті культури і мистецтв.